# (7578) Georgbohm
(7578) Georgbohm es un asteroide perteneciente al cinturón de asteroides descubierto el 22 de septiembre de 1990 por Eric Walter Elst desde el Observatorio de La Silla, Chile.

## Designación y nombre
Georgbohm se designó al principio como 1990 SP7.
Más adelante, fue nombrado en honor al organista del norte de Alemania Georg Böhm (1661-1733), que estudió con Dietrich Buxtehude en Lübeck. En 1698, Böhm fue nombrado organista de la iglesia de San Juan en Lüneburg. Allí escribió su imponente Preludio y fuga en do mayor. Éste se abre con un solo de pedal virtuoso, muy característico de los compositores de órgano del norte de Alemania.

## Características orbitales
Georgbohm orbita a una distancia media de 2,793 ua del Sol, pudiendo alejarse hasta 3,010 ua y acercarse hasta 2,577 ua. Tiene una excentricidad de 0,077 y una inclinación orbital de 3,266 grados. Emplea en completar una órbita alrededor del Sol 1705,30 días.
Los próximos acercamientos a la órbita de Júpiter ocurrirán el 12 de enero de 2047, el 13 de enero de 2070 y el 29 de septiembre de 2177.

## Características físicas
La magnitud absoluta de Georgbohm es 13,05. 